# Ummeliata erigonoides
Ummeliata erigonoides là một loài nhện trong họ Linyphiidae.
Loài này thuộc chi Ummeliata. Ummeliata erigonoides được Ryoji Oi miêu tả năm 1960.